# Pino Caruso
Pino Caruso wł. Giuseppe Caruso (ur. 12 października 1934 w Palermo, zm. 7 marca 2019 w Rzymie) – włoski aktor telewizyjny i filmowy, publicysta filmowy, osobowość telewizyjna.

## Życiorys
Caruso urodził się w Palermo na Sycylii, zadebiutował jako aktor dramatyczny w swoim rodzinnym mieście w 1957 roku. W 1965 roku przeniósł się do Rzymu i wstąpił do teatru „Il Bagaglino”. Zyskał dużą popularność biorąc udział w kilku pokazach odmiany RAI, takich jak Che domenica amici (1968), Gli amici della domenica (1970), Teatro 10 (1971), Dove sta Zazà (1973), Mazzabubù (1975), Due come noi (1979).
Caruso był przewodniczącym Włoskiego Związku Aktorów w latach 1979-1989.
Od 1995 do 1997 roku, po nominacji przez Burmistrza Palermo Leoluca Orlando, Caruso zaplanował i wyreżyserował Palermo dwumiesięczny festiwal artystyczny i teatralny (odbywający się od 14 lipca do 14 września). W 2001 roku nadzwyczajny komisarz miasta Ettore Serio poprosił Caruso, aby powtórzył to wydarzenie.
Od 1976 r. Caruso współpracował regularnie z gazetami i czasopismami, między innymi w dziennikach Il Mattino, Il Messaggero, Paese Sera, L'Avanti, Il Tempo, La Sicilia. Był także autorem wielu książek, z różnych gatunków.
Brał udział w około 30 filmach, debiutując jako reżyser w 1977 roku filmem Ride bene chi ride ultimo.
Był żonaty z aktorką sceniczną Marilis Ferzetti z którą miał syna, również aktora Francesco Caruso. Był wegetarianinem.

## Filmografia
- 1969: Ręka jako motocyklista
- 1970: Wał atlantycki jako porucznik Friedrich, kierowca Rommla
- 1973: Uwodzenie jako Alfredo
- 1973: Obsesja (Malizia) jako don Cirillo
- 1976: Kobieta na niedzielę jako De Palma
- 1977: Mąż w szkole z internatem jako baron Filippo Pancaldi
- 1980: Wścibski jako komisarz
- 1981: Najbardziej zwariowana armia na świecie jako kapitan
- 1998: Ultimo, czyli Ostatni jako Niscemi
- 2002: Carabinieri jako Giuseppe Capello
- 2009: Skein jako don Gino
- 2006: Saga sycylijska jako don Calogero Rocca
- 2016: Solo jako Domenico Morabito